# 文家车辆段
文家车辆段，是成都地铁4号线一期工程的车辆段，位于成都市青羊区文家街道七里沟6组320号，于2015年启用。

## 场段概要
文家车辆段位于绕城高速光华立交东北侧，原绿舟公园地块，沿绕城高速布置。出入段线采用八字轨接入蔡桥站和非遗博览园站。
车辆段担任4号线全部列车的乘务、停放、列车技术检查、洗刷清扫和定期消毒等日常维护保养及运用任务；定修、临修、双周检、三月检任务，设有物资总库、主变电站及生活设施。停车规模近期32列位、远期40列位考虑，试车线长度1km，占地25.137公顷。未设置综合维修基地，4号线列车大修/架修任务由2号线洪柳车辆段承担。
场段布局采用尽端横列式段型。以运用库和检修库为主体进行总平面布置。运用库设在段西北端，为尽头式布置；检修库设在运用库东侧，段东北端，为尽端式车库。运转综合楼设置于检修库内的西侧，紧邻运用库；物资总库及危险品储存间设在检修库北端；厂前区布置在车辆段东侧，包括综合楼、食堂及乘务员公寓等；试车线设在车辆段西侧，靠绕城高速公路侧布置。洗车线采用咽喉区八字线通过式布置。洗车线平行布置于出入段线西侧；主变电站设置于出段线东侧，车辆段用地的最南侧，紧邻光华大道和出入段线。